# Smocze łodzie na Igrzyskach Azjatyckich 2010
Smocze łodzie na Igrzyskach Azjatyckich 2010, rozegrane zostały w dniach 18 - 20 listopada 2010 w Kantonie na jeziorze Zengcheng. Tabelę medalową wygrali reprezentanci Indonezji, którzy zdobyli trzy złote oraz trzy srebrne medale.

## Medaliści

### Mężczyźni
| Konkurencja | | | |
| ----------- | --- | --- | --- |
| 250 m       | Indonezja · Ajurahman · Alkarmani · Arifriyadi · Asnawir · Abdul Azis · Asep Hidayat · Iwan Husin · Jaslin · Marjuki · Jhon Matulessy · Spens Stuber Mehue · Erwin Monim · Muchlis · Eka Octarianus · Pendrota Putra Kusuma · Ikhwan Randi · Didin Rusdiana · Silo · Japerry Siregar · Andri Sugiarto · Ahmad Supriadi · Dedi Kurniawan Suyatno · Syarifuddin · Anwar Tarra | Mjanma · Kyaw Thu Aung · Than Aung · Win Htut Aung · Aung Zaw Aye · Win Htike · Kyaw Myo Khaing · Aung Ko · Naing Lin · Tun Tun Lin · Aung Ko Min · Zaw Min · Khin Maung Myint · Zaw Naing · Yan Paing · Saw Khay Sha · Aung Lwin Soe · Kyaw Soe · Ye Aung Soe · Kyaw Lin Tun · Shwe Hla Win · Thaung Win · Min Min Zaw · Myo Zaw · Naing Naing Zaw | Chiny · Guan Xiangting · Hu Jiaoxin · Huang Chentao · Ji Pinghe · Liang Xianqi · Liu Peisong · Liu Yaosen · Luo Juncheng · Ou Shuangan · Pan Huijun · Pan Zhanquan · Su Bopin · Su Boyuan · Tan Shichao · Tan Shipeng · Wei Le · Wu Guochong · Wu Jiexiong · Wu Jinxiong · Zeng Runfa · Zhou Dezi · Zhou Qizhi · Zhou Xingqiang                                                                          |
| 500 m       | Indonezja · Ajurahman · Alkarmani · Arifriyadi · Asnawir · Abdul Azis · Asep Hidayat · Iwan Husin · Jaslin · Marjuki · Jhon Matulessy · Spens Stuber Mehue · Erwin Monim · Muchlis · Eka Octarianus · Pendrota Putra Kusuma · Ikhwan Randi · Didin Rusdiana · Silo · Japerry Siregar · Andri Sugiarto · Ahmad Supriadi · Dedi Kurniawan Suyatno · Syarifuddin · Anwar Tarra | Mjanma · Kyaw Thu Aung · Than Aung · Win Htut Aung · Aung Zaw Aye · Win Htike · Kyaw Myo Khaing · Aung Ko · Naing Lin · Tun Tun Lin · Aung Ko Min · Zaw Min · Khin Maung Myint · Zaw Naing · Yan Paing · Saw Khay Sha · Aung Lwin Soe · Kyaw Soe · Ye Aung Soe · Kyaw Lin Tun · Shwe Hla Win · Thaung Win · Min Min Zaw · Myo Zaw · Naing Naing Zaw | Chiny · Guan Xiangting · Hu Jiaoxin · Huang Chentao · Ji Pinghe · Liang Xianqi · Liu Peisong · Liu Yaosen · Luo Juncheng · Ou Shuangan · Pan Huijun · Pan Zhanquan · Su Bopin · Su Boyuan · Tan Shichao · Tan Shipeng · Wei Le · Wu Guochong · Wu Jiexiong · Wu Jinxiong · Zeng Runfa · Zhou Dezi · Zhou Qizhi · Zhou Xingqiang                                                                          |
| 1000 m      | Indonezja · Ajurahman · Alkarmani · Arifriyadi · Asnawir · Abdul Azis · Asep Hidayat · Iwan Husin · Jaslin · Marjuki · Jhon Matulessy · Spens Stuber Mehue · Erwin Monim · Muchlis · Eka Octarianus · Pendrota Putra Kusuma · Ikhwan Randi · Didin Rusdiana · Silo · Japerry Siregar · Andri Sugiarto · Ahmad Supriadi · Dedi Kurniawan Suyatno · Syarifuddin · Anwar Tarra | Mjanma · Kyaw Thu Aung · Than Aung · Win Htut Aung · Aung Zaw Aye · Win Htike · Kyaw Myo Khaing · Aung Ko · Naing Lin · Tun Tun Lin · Aung Ko Min · Zaw Min · Khin Maung Myint · Zaw Naing · Yan Paing · Saw Khay Sha · Aung Lwin Soe · Kyaw Soe · Ye Aung Soe · Kyaw Lin Tun · Shwe Hla Win · Thaung Win · Min Min Zaw · Myo Zaw · Naing Naing Zaw | Korea Południowa · Byeon Hong-kyun · Gu Ja-uk · Hyun Jae-chan · Jeong Seung-gyun · Kim Chang-soo · Kim Hyun-soo · Kim Seon-ho · Kim Yong-hyun · Kim Yu-ho · Lee Byung-tak · Lee Hyun-woo · Lee Seong-won · Lee Suk-hwan · Oh Byung-hoon · Oh Joong-dae · Park Ho-gi · Park Jeong-hoon · Park Jeong-keun · Park Min-ho · Shim Dae-seop · Shin Heon-sub · Shin Yun-gyu · Song Myeong-chan · Yang Byung-doo |

### Kobiety
| Konkurencja | | | |
| ----------- | --- | --- | --- |
| 250 m       | Chiny · Cao Lina · Chen Lulu · Cong Linlin · Huang Yi · Li Jiadai · Li Yuanyuan · Liang Liping · Liang Zhuanhao · Liang Ziyu · Liu Jia · Liu Xuelian · Lun Jinyi · Luo Xin · Peng Chun · Qu Xue · Song Yanbing · Wang Lin · Wu Yongfang · Xia Shiying · Yu Zhanxin · Zhang Guolong · Zhao Yanna · Zhou Yamin · Zhu Songsong | Indonezja · Wina Apriani · Sarce Aronggear · Dayumin · Astri Dwijayanti · Yulanda Ester Entong · Farida · Raudani Fitra · Fitri Ayu · Hasnah · Tika Inderiyani · Yunita Kadop · Masripah · Minawati · Novita Sari · Ririn Nurparida · Cici Pramita · Riska Elpia Ramadani · Royani Rais · Rasima · Salwiah · Kanti Santyawati · Suhartati · Wahyuni · Since Litashova Yom | Tajlandia · Chariyarat Ananchai · Sairawee Boonplong · Nattakant Boonruang · Woraporn Boonyuhong · Jaruwan Chaikan · Kornkaew Chantaniyom · Pet Kawong · Auncharee Khuntathong · Sirinya Klongjaroen · Pemika Metsuwan · Pranchalee Moonkasem · Pratumrat Nakuy · Narissara Namsilee · Nipaporn Nopsri · Tanaporn Panid · Supatra Pholsil · Ngamfah Photha · Pattaya Sangkumma · Ravisara Sungsuwan · Rungpailin Sungsuwan · Kanya Tachuenchit · Chutikan Thanawanutpong · Suporn Thussoongnern · Patcharee Tippayamonton |
| 500 m       | Chiny · Cao Lina · Chen Lulu · Cong Linlin · Huang Yi · Li Jiadai · Li Yuanyuan · Liang Liping · Liang Zhuanhao · Liang Ziyu · Liu Jia · Liu Xuelian · Lun Jinyi · Luo Xin · Peng Chun · Qu Xue · Song Yanbing · Wang Lin · Wu Yongfang · Xia Shiying · Yu Zhanxin · Zhang Guolong · Zhao Yanna · Zhou Yamin · Zhu Songsong | Indonezja · Wina Apriani · Sarce Aronggear · Dayumin · Astri Dwijayanti · Yulanda Ester Entong · Farida · Raudani Fitra · Fitri Ayu · Hasnah · Tika Inderiyani · Yunita Kadop · Masripah · Minawati · Novita Sari · Ririn Nurparida · Cici Pramita · Riska Elpia Ramadani · Royani Rais · Rasima · Salwiah · Kanti Santyawati · Suhartati · Wahyuni · Since Litashova Yom | Tajlandia · Chariyarat Ananchai · Sairawee Boonplong · Nattakant Boonruang · Woraporn Boonyuhong · Jaruwan Chaikan · Kornkaew Chantaniyom · Pet Kawong · Auncharee Khuntathong · Sirinya Klongjaroen · Pemika Metsuwan · Pranchalee Moonkasem · Pratumrat Nakuy · Narissara Namsilee · Nipaporn Nopsri · Tanaporn Panid · Supatra Pholsil · Ngamfah Photha · Pattaya Sangkumma · Ravisara Sungsuwan · Rungpailin Sungsuwan · Kanya Tachuenchit · Chutikan Thanawanutpong · Suporn Thussoongnern · Patcharee Tippayamonton |
| 1000 m      | Chiny · Cao Lina · Chen Lulu · Cong Linlin · Huang Yi · Li Jiadai · Li Yuanyuan · Liang Liping · Liang Zhuanhao · Liang Ziyu · Liu Jia · Liu Xuelian · Lun Jinyi · Luo Xin · Peng Chun · Qu Xue · Song Yanbing · Wang Lin · Wu Yongfang · Xia Shiying · Yu Zhanxin · Zhang Guolong · Zhao Yanna · Zhou Yamin · Zhu Songsong | Indonezja · Wina Apriani · Sarce Aronggear · Dayumin · Astri Dwijayanti · Yulanda Ester Entong · Farida · Raudani Fitra · Fitri Ayu · Hasnah · Tika Inderiyani · Yunita Kadop · Masripah · Minawati · Novita Sari · Ririn Nurparida · Cici Pramita · Riska Elpia Ramadani · Royani Rais · Rasima · Salwiah · Kanti Santyawati · Suhartati · Wahyuni · Since Litashova Yom | Tajlandia · Chariyarat Ananchai · Sairawee Boonplong · Nattakant Boonruang · Woraporn Boonyuhong · Jaruwan Chaikan · Kornkaew Chantaniyom · Pet Kawong · Auncharee Khuntathong · Sirinya Klongjaroen · Pemika Metsuwan · Pranchalee Moonkasem · Pratumrat Nakuy · Narissara Namsilee · Nipaporn Nopsri · Tanaporn Panid · Supatra Pholsil · Ngamfah Photha · Pattaya Sangkumma · Ravisara Sungsuwan · Rungpailin Sungsuwan · Kanya Tachuenchit · Chutikan Thanawanutpong · Suporn Thussoongnern · Patcharee Tippayamonton |

### Tabela medalowa
| Poz.    | Państwo          |   |   |   | Łącznie |
| ------- | ---------------- | - | - | - | ------- |
| 1       | Indonezja        | 3 | 3 | 0 | 6       |
| 2       | Chiny            | 3 | 0 | 2 | 5       |
| 3       | Mjanma           | 0 | 3 | 0 | 3       |
| 4       | Tajlandia        | 0 | 0 | 3 | 3       |
| 5       | Korea Południowa | 0 | 0 | 1 | 1       |
| Łącznie | Łącznie          | 6 | 6 | 6 | 18      |